# Roland Topor
Roland Topor (París, 7 de gener de 1938 - 16 d'abril de 1997) va ser un dibuixant, pintor, escriptor, cantant, director de teatre, actor i cineasta francès.

## Biografia
Fill del pintor i escultor Abram Topor, el jove Roland visqué els primers anys a París, al desè barri, carrer de Corbeau (avui, carrer de Jacques-Louvel Tessier), i es traslladà després a Savoia, on els seus pares (immigrants jueus) s'amagaven durant l'ocupació nazi.
Va estudiar Belles Arts a París, col·laborà amb el diari Hara-Kiri, amb qui compartia el culte a l'humor negre i cínic, però també explotà la seva vena més rosa a la revista Elle.
El 1962, amb Fernando Arrabal i Alejandro Jodorowsky, creà el moviment Panique.
Era germà de la historiadora Hélène D'Almeida-Topor i oncle de l'historiador Fabrice d'Almeida.

## Topor i el cinema
Atret pel cinema d'animació, col·laborà amb René Laloux. Després de nombrosos curtmetratges, el llargmetratge La Planète sauvage obtingué, el 1973, el premi especial del jurat de Cannes. Li obrí les portes a fer Italiques el 1974, en companyia de Fernando Arrabal.
Com a actor, interpretà rols secundaris ens films com Nosferatu i altres.
Els anys 70 veieren també la seva novel·la Le Locataire chimérique, adaptada al cinema de la mà de Roman Polanski. Col·laborà també amb Federico Fellini a Casanova, dissenyant les imatges que es projectaren a la seqüència de la "llanterna màgica".

## Premis, homenatges i altres
- 1961: Gran premi de l'humor negre.
- 1990: Gran premi de la ciutat de París.
- Megumi Satsu, cantant japonesa excèntrica, interpretà un parell de textos de Topor adaptats a la música.